# Jon N. Bloom
Jon N. Bloom (* nach 1940) ist ein US-amerikanischer Filmemacher, der Erfahrungen gesammelt hat als Regisseur, Produzent, Autor, Kameramann und Filmeditor. Bloom, der als Spezialist für Unterhaltungsmarketing, gilt, wurde 1984 für und mit dem von ihm produzierten Film Overnight Sensation für einen Oscar nominiert.

## Biografie
Bloom wuchs in Westchester County, New York, auf und machte 1968 seinen Abschluss an der Scarsdale High School. Danach wechselte er ans Antioch College. Sein Studium dort schloss er offiziell 1973 ab.
Seine Karriere startete Bloom als Regieassistent bei Robert Wise und dessen Film Andromeda – Tödlicher Staub aus dem All (1971) und Robert Altman sowie als Redaktionsassistent bei Francis Ford Coppola und dessen Mafiafilm Der Pate – Teil II (1974). Seine frühen Jahre in der Filmwerbung begannen mit der Gründung von Seiniger, Bloom Productions und Intralink sowie als Produzent von Trailern und als Regisseur von Dokumentarfilmen, wo er auch für Kaleidoscope Films tätig war. Er erstellte unter anderem Kampagnen für die Erfolgsfilme Zehn – Die Traumfrau (1979), Shogun (1980), E.T. – Der Außerirdische (1982), The Verdict – Die Wahrheit  und nichts als die Wahrheit (1982), Vermißt (1982), Blade Runner (1982), Victor/Victoria (1982), Die Rückkehr der Jedi-Ritter (1983), Unheimliche Schattenlichter (1983), Nochmal so wie letzte Nacht (1986), Feivel, der Mauswanderer (1986), Der kleine Horrorladen (1986), Der Morgen danach (1986), Schmeiß’ die Mama aus dem Zug! (1987), für die Filmkomödie Nachrichtenfieber – Broadcast News (1987) sowie den Film Der letzte Kaiser (1987).
Für den von ihm produzierten Kurzfilm Overnight Sensation (1984), der auf Somerset Maughams Kurzgeschichte The Colonel’s Lady basiert erhielt der Filmemacher eine Oscarnominierung. Im Film geht es um einen Fotografen, dargestellt von Robert Loggia, der Schwierigkeiten hat, den großen Erfolg, den seine Frau (Louise Fletcher) mit ihrem ersten Roman erringen kann, zu akzeptieren. Nachdem er das Buch seiner Frau gelesen hat, stößt er auf etwas, worüber er sich wirklich Sorgen machen muss. Der Film konnte sich jedoch nicht gegen das kanadische Kurzfilm-Drama Boys and Girls durchsetzen, das von einer Familie erzählt, in der nicht hinterfragt wird, ob es richtig ist, Rollenzuordnungen kritiklos zu übernehmen. Neben der Oscarnominierung wurde der Film auch beim Filmfestival in Houston und in Aspen und dem American Film Festival ausgezeichnet.
Mit seiner bereits 1987 gegründeten Produktionsfirma BloomFilm stellte Bloom der Unterhaltungsindustrie audiovisuelle Marketingmaterialien für Werbung und Reklame zur Verfügung, da er sich auf die kreative Entwicklung und Produktion von Kinotrailern und Teaser-Trailern für Kino-, Fernseh- und Radiospots für den Rundfunk, spezielle Konzeptaufnahmen, Haupttitelsequenzen, spezielle Grafiken, Dokumentationen, Musikvideos, Montagen und Produktrollen für spezielle Verkaufszwecke spezialisiert hatte. Unter seinen Feature-Kampagnen befinden sich unter anderem auch folgende Filme: Die Waffen der Frauen (1988), Mond über Parador (1988), Allein mit Onkel Buck (1989), Abyss – Abgrund des Todes (1989), Teen Lover (1989), Der mit dem Wolf tanzt (1990), Land der schwarzen Sonne (1990), Der Feind in meinem Bett (1991), In einem fernen Land (1992), Eiskalte Leidenschaft (1992), Toys (1992), Sneakers – Die Lautlosen (1992), Am wilden Fluß (1994), Santa Clause – Eine schöne Bescherung (1994), Murder in the First (1995), Flirting with Disaster – Ein Unheil kommt selten allein (1996), Sling Blade – Auf Messers Schneide (1996), Diabolisch, Wild America (1997),  Der Prinz von Ägypten (1998), Music of the Heart (1999), Mansfield Park, Die Braut, die sich nicht traut (1999), Chocolat – Ein kleiner Biss genügt (2000), The Fast and the Furious (2001), Chicago (2002).
Bloom hat sich einen Ruf im Bereich Spezialaufnahmen aufgebaut. In diesem Bereich arbeitete er für Topstars wie beispielsweise Jack Lemmon, Jane Fonda, Bruce Willis, Kim Basinger, Daryl Hannah, Dudley Moore, Joseph Bologna, Danny Glover, James Garner, Mary Tyler Moore und Tom Hanks.
Ab 2000 war Bloom sechs Jahre lang Mitglied des Obersten Rates der Akademie der Künste und Wissenschaften für Spielfilme (Abteilung Kurzfilme und Spielfilme) und Vorsitzender der Abteilung für Kurzfilme und Spielanimationen, zudem ist er am 10. Juni 2020 wiederum in den Vorstand der Academy of Motion Picture Arts and Sciences (AMPAS) gewählt worden. Seine Wiederwahl markiert bereits seine siebte Amtszeit. Ihm obliegt es auch, für die Akademie, die die Oscars vergibt, deren jährlichen Kinotrailer zu erstellen sowie sich um spezielle Montagen und Ehrungen für die jeweilige Oscarverleihung sowie für die Emmys, die Screen Actors Guild Awards (SAG Awards) und andere Event-Sendungen zu kümmern.

## Filmografie (Auswahl)
- 1984: Overnight Sensation (Kurzfilm; Regie, Produzent)
- 2002: 8th Annual Screen Actors Guild Awards (Fernsehspecial; als Produzent)
- 2003: ABC’s 50th Anniversary Celebration (Spezialdoku fürs Fernsehen; als Produzent)
- 2004: Taurus World Stunt Awards (Fernsehspecial; als Produzent)
- 2004: Democratic National Convention (Dokufilm fürs Fernsehen; als Produzent)
- 2004: The 56th Annual Primetime Emmy Awards (Fernsehspecial; als Produzent)
- 2009: The 61st Primetime Emmy Awards (Fernsehspecial; als Produzent)
- 2010: The 62nd Primetime Emmy Awards (Fernsehspecial; als Produzent)
- 2010: Woher weißt du, dass es Liebe ist (How Do You Know; Titeldesigner Haupttitel)
- 2011: The 2011 Comedy Awards (Fernsehspecial; als Produzent)
- 2012: Fox 25th Anniversary Special (Fernsehspecial; als Produzent)

## Auszeichnungen (Auswahl)
Oscarverleihung 1984
- Oscarnominierung für und mit dem Film Overnight Sensation in der Kategorie „Bester Kurzfilm“

Primetime-Emmy-Verleihung 2001, 2003, 2004, 2005, 2006, 2010
- nominiert für den Primetime Emmy für „The 73rd Annual Academy Awards“
- nominiert für den Primetime Emmy für „The 75th Annual Academy Awards“
- nominiert für den Primetime Emmy für „The 76th Annual Academy Awards“
- nominiert für den Primetime Emmy für „The 77th Annual Academy Awards“
- nominiert für den Primetime Emmy für „The 78th Annual Academy Awards“
- nominiert für den Primetime Emmy für „The 82nd Annual Academy Awards“

Medienpreise: Clio Awards: eine Auszeichnung, sechs Nominierungen